# Бьёрк, Стуре
Стуре Бьёрк (швед. Sture Björk) — шведский ориентировщик, победитель чемпионата мира 1968 года в эстафете по спортивному ориентированию.
Стуре Бьёрк стал бронзовым призёров второго чемпионата мира 1968 года в индивидуальной гонке, уступив только своему соотечественнику Карлу Юханссону.
В том же году в составе эстафетной команды Швеции (Стуре Бьёрк, Карл Юханссон, Стен-Улоф Карлстрём, Ёран Элунд) завоевал золотые медали чемпионата мира.
На следующем чемпионате мира 1970 года стал серебряным призёром в эстафете.